# 865

## مواليد
- أبو بكر محمد بن يحيى بن زكريا الرازي فيزيائي وطبيب وباحث اكتشف الكحول.
- أبو الحسن المصري
- أبو العباس الفضل بن حاتم النيريزي عالم رياضيات وفلك فارسي من القرن التاسع والعاشر

## وفيات
- أنسغار
- إسحاق الكوسج
- بتروناس (جنرال) طه الحمراني
- لابي كاسياتي جيلداس